# Левицкий, Модест Филиппович
Моде́ст Фили́ппович Леви́цкий (13 [25] июля 1866, Выхилевка, Хмельницкая область — 16 июня 1932, Луцк) — украинский писатель, культурный деятель, педагог, врач и дипломат.

## Биография
Родился в графской семье в селе Выхилевка Проскуровского уезда Подольской губернии (ныне Хмельницкого района Хмельницкой области Украины) — за 18 вёрст от уездного города Проскурова (ныне Хмельницкий). Происходил из древнего шляхетского рода. Был сыном мирового судьи и внуком священника села Олешин на Подолье (ныне Хмельницкого района Хмельницкой области), где представители рода Левицких издавна выполняли обязанности духовников.
Младшая сестра Модеста — известная среди парижской богемы начала XX века художница София Левицкая.
В 1885 году окончил Каменец-Подольскую гимназию. Ещё учась в гимназии, в 1881 году 15-летний Модест издал в Каменце-Подольском под псевдонимом «граф Биберштейн» 60-страничную книжечку «Граф Мотыга» с подзаголовком «Народные предания в Подолье». Экземпляры этого издания хранятся ныне в Национальной библиотеке Украины имени Владимира Вернадского, Одесской национальной научной библиотеке и Российской национальной библиотеке в Санкт-Петербурге.
В 1888 г. окончил историко-филологический, а в1893 году — медицинский факультет Киевского университета, где заинтересовался идеями народничества и революционно-демократическим движением. 1893 г. — земский врач Ананьевского уезда, где подружился с Е. Чикаленко; 1894—1898 гг. — уездный врач Ковеля. Впоследствии — земский врач в Боярке, тесно сотрудничал с киевской Старой общиной.
Поступил на медицинский факультет с единственным намерением — быть домашним врачом жене Зинаиде, болевшей туберкулёзом, и стать мужицким «дохтуром», чтобы познать жизнь.
Один из основателей Украинской радикальной партии (впоследствии — Украинская демократически-радикальная партия). С 1905 г. — директор фельдшерской школы и приюта для брошенных детей в Киеве, 1906 г. — член редколлегии газеты «Общественное мнение», член Киевского общества «Просвита» имени Тараса Шевченко (1906—1909), напечатал при содействии последнего несколько своих медицинских брошюр. В 1907 г. обнародовал свой первый сборник рассказов.
В 1909-1912 гг. жил в городке Радивилове, где работал железнодорожным врачом. Живя в Радивилове вблизи Бродов (между Львовом и Ровно), Модест Филиппович способствовал пересылке украинских националистических книг из Львова через границу в Киев, где на такие издания существовал запрет. В 1911 году по настоянию писателя было получено разрешение от генерал-губернатора на проведение в Радивилове «праздничной академии» в честь Тараса Шевченко. Но когда началось декламирование его стихов, полиция забила тревогу и разогнала участников собрания. В 1912 году Левицкий устроил в городе Кременце (тогда Радивилов входил в Кременецкий уезд) выставку-продажу книг, нелегально распространял запрещённые издания. В том же году писателя в административном порядке выслали из Радивилова. Но он, поселившись в Белой Церкви, продолжал поддерживать переписку с радивиловскими друзьями. Например, важную роль в его жизни сыграла дружба с хирургом Петром Дмитриевичем Шепченко.
С 1912 г. жил в Белой Церкви, в марте 1917 возглавил там местную «Просвиту». Был инициатором создания союза «Просвет» Васильковского уезда. В сентябре 1917 года на первом Всеукраинском съезде «Просвет» избран в состав центрального бюро обществ «Просвита» от Киевской губернии.
В 1917-1920 годах писатель поддерживал идею создания самостоятельного Украинского государства. В 1918 г. занял пост главного санитарного врача железных дорог Украины, стал директором культурно-образовательного отдела министерства путей. С января 1919 г.— советник дипломатической миссии в Греции, впоследствии — её председатель.
Недостаточно исследованы такие страницы его биографии, как руководство дипломатической миссией УНР в королевстве Греция, министерством здравоохранения правительства УНР в изгнании (в Польше), преподавательская работа в Украинской хозяйственной академии в Подебрадах (Чехословацкая республика). Модест Левицкий — также автор грамматики украинского языка, научно-популярных сочинений по медицине.
С 1920 г. жил в Вене. В августе 1921 года в Вене Н. Левицкий и представитель УССР Кудря проводили переговоры с целью привлечения украинской интеллигенции, эмигрировавшей в Австрию, к сотрудничеству с советским правительством и организации возвращения в УССР.
Позже жил в Тарнуве, Польша, был министром здоровья Государственного центра УНР в эмиграции. Руководил туберкулёзным санаторием для воинов Армии УНР (Закопане, Польша). В 1922—1927 гг. — врач и преподаватель Украинской хозяйственной академии в Подебрадах (Чехословацкая республика).
С августа 1927 — преподаватель украинского языка в гимназии общества «Родная школа» (Луцк). Земляки-современники называли его «отцом Волыни».
Умер в Луцке, где и похоронен.

## Творчество
В 1901 г. начал публиковаться в «Киевской старине», 1902 г.— в «Литературно-научном вестнике». В 1903 г. положил на музыку ряд стихотворений Б. Гринченко, Леси Украинки и др. (сборник запретила цензура).
Большое влияние на Модеста произвели произведения Леси Украинки. В фондах литературно-мемориального музея в селе Колодяжном на Волыни есть сведения о том, что он бывал у неё, консультировал её как врач, читал свои рассказы. Кстати, в основу некоторых из них положены радивиловские впечатления. Вот, например, рассказ-быль «Ніобея». Поздней осенью в маленький городок на Волыни приехала труппа артистов. Одна из артисток, Настя, плохо себя чувствует, она больна. К тому же переживает за дочь Наташу, которая тяжело заболела и которую пришлось оставить в Дубно, ведь артисты должны выступать при любых условиях. Настя должна выйти на сцену, она играет главную роль Ниобеи, и если откажется — её вышвырнут из труппы. К больной вызвали врача. Выступление всё-таки состоялось, Настя понравилась зрителям, но, играя роль матери-страдалицы, которая потеряла детей, не знала того, что ещё перед началом спектакля пришла телеграмма о смерти дочери. Нетрудно догадаться, что в роли врача писатель вывел себя и описал то, что, очевидно, произошло в Радивилове.
В рассказе «Законник» действие происходит в камере тюрьмы. Один из задержанных, судя по его рассказу, из Радивилова, где совершенно разные интересы отстаивали украинцы и местные евреи, с одной стороны, и российские чиновники, с другой. Выясняется, что все задержаны за агитацию накануне выборов. Причём «истинно русским» людям, монархистам преград в такой деятельности не создавалось. «Вот тебе и свобода выборов… — рассуждает один из задержанных. — Направился к Соколовскому: как же, говорю, черносотенцам воля, а нам и рта разинуть не дадут». Соколовский разбирался в законах, а потому надеялся подать заявление «о лжи на выборах, о всех мошенничествах „истинно русских“». Однако в конце концов кончилось всё тем, что и Соколовский был брошен в тюрьму. Этим рассказом автор доказывал, что в имперской России не может быть и речи о правах людей других национальностей, ведь на каждом шагу слова «агитатор», «крамольник», «жид» произносятся жандармами почти как синонимы. Радивиловская общественная атмосфера начала двадцатого века отражена и в других рассказах писателя.
Автор социально-психологических рассказов, преимущественно взятых из крестьянской жизни и украинского освободительного движения, пьес, воспоминаний, языковедческих исследований; переводчик произведений Эркмана-Шатриана, Р. Джованьоли, Э. Б. Синклера, С. Лагерлёф, Э. Ожешко и др. Неопубликованными остались его «Спогади лікаря» (1888—1929), роман «Перша руїна» времён владимирского и суздальского князя Андрея Боголюбского, переводы романов Г. Сенкевича, Б. Пруса и др. Его рассказ «Законник» переведён на русский язык (1912), «Злочинниця» — на венгерский (1968).

## Издания
Из-за деятельности в УНР в советское время (после свёртывания украинизации) художественное наследие Модеста Левицкого замалчивалась, а произведения были причислены к «националистическим». Лишь в 1966 г., к столетию со дня рождения, львовское издательство «Каменяр» выпустило книжечку его рассказов. В серии «Библиотека украинской литературы» в 1989 г. вышел том «Українська новелістика кінця XIX — початку XX ст.», в который включены и пять его рассказов.
- Дещо до справи про вкраїнську письменницьку мову. — К., 1909.
- Дурисвіти: Пригоди з життя. — К., 1911.
- Дещо про сучасну стадію розвитку української літературної мови. — К., 1913.
- Рідна мова. — Біла Церква, 1917.
- Оповідання. — Т. 1. — Черкаси, 1918.
- Шкільні товариші: Оповідання. — Відень — Київ, 1920.
- Землиця рідна [та інші оповідання]. — Харків, 1926.
- Тяжка дорога [та інші оповідання]. — К., 1928.
- Оповідання // Антологія українського оповідання. — Т. 2. — К., 1960.
- Перша льгота. — Львів, 1966.
- В книзі: Образки з життя: Оповідання. Новели. Нариси. — Львів, 1989.
- Десять заповідів здоров’я / М. Левицький. − Вінниця: Село, 1917. − 10 с.
- Десять заповідів матерям (як доглядати й годувати малих дітей) / М. Левицький. − Вінниця: Село, 1917. − 10 с.
- Дещо про справи про вкраїнську письменницьку мову / М. Левицький. − Київ: Нове життя, 1912. − 14 с.
- Дещо про сучасну стадію розвитку української літературної мови / М. Пилипович [псевд.]. − Київ: Нове життя, 1913. − 52 с.
- Дурисвіти: пригоди з життя / М. Левицький. − Київ: Укр.-руська видавн. Спілка, 1911. − 48 с.
- За Коліївщини: іст. повість / М. Левицький. − 3-є вид. − Київ: Т-во «Просвіта» у Київі, 1907. − 48 с. : мал.
- Забув ; Перша льгота ; Деда: оповідання / М. Левицький. // Антологія українського оповідання: у 4 т. / редкол. : О. І. Білецький та ін. − Київ, 1961. − Т. 2. − С. 455−474.
- Землиця рідна: оповідання / М. Левицький. − Харків: Рух, 1926. − 84 с.
- Злочинниця : оповідання Модеста Левицького / М. Левицький. – 2-е вид. − [Київ : Час, 1914]. – 16 с. − (Серія 1; № 1).
- Конспект теорії мистецтва / М. Левицький. – Подєбради : [б.в.], 1923. − 22 с.
- Лікарський порадник: (епідеміологія − або наука про пошести): з малюнками / М. Левицький. − Санкт-Петербургъ : [Благотвор. общество изд. общеполез. и дешёвых кн.], 1913. − VIII, 184 с. : іл. − (Благотворительное общество изданий общеполезных и дешёвых книг; № 69).
- Оповідання / М. Левицький. − Черкаси: Сіяч, 1918. − Т. І. − 268 с.
- Паки й паки : (про нашу літературну мову) / М. Левицький. − Відень ; Київ : [Наша Воля], 1920. − 67 с. − (Видавництво «Наша воля» ; ч. 3).
- Перша льгота / М. Левицький. − Львів: Каменяр, 1966. − 111 с.
- [Оповідання ] / М. П. Левицький // Українська новелістика кінця XIX — початку XX ст. : Оповідання. Новели. Фрагментарні форми (ескізи, етюди, нариси, образки, поезії в прозі) / упоряд. і приміт. Є. К. Нахліка; ред. тому Н. Л. Калениченко. — Київ, 1989. — С. 253—287. — (Бібліотека української літератури: дожовтнева українська література; Т. 35). − ISBN 5-12-000460-1.
- Порівнююча граматика української мови / М. Левицький. − Відень ; Київ, 1921.− 48 с.
- Про холеру / М. Левицький. − Київ: Час, 1910. − 10 с.
- Рідна мова / М. Левицький. − Біла Церква: Друк. Рапопорта, 1917. − 15 с. − (Товариство «Просвіта» у Білій Церкві).
- Теорія українського письменства / М. Левицький. − Подєбради, 1923. − 34 с.
- Українська граматика для самонавчання / М. Левицький. − 3-тє вид., випр. і доп. − Катеринослав ; Ляйпціг; Берлін: Укр. вид-во в Катеринославі за допомогою Укр. Громад. Комітету в ЧСР, 1923. − 197 с.
- Українська читанка: підручник на ІІ ступінь курсів для дорослих / М. Левицький. — Рівне, 1930. — 120 с.
- Шкільні товариші : оповідання / М. Левицький. − Відень ; Київ : [б. в.], 1920. − 32 с. − (Видавництво «Наша воля» ; ч.1).
- Язык, наречие или говор? / М. Левицький. − Черкаси: Сіяч, 1918. − 32 с.
- Як писати службові папери українською мовою / М. Левицький. — Черкаси: Сіяч, 1917. − 32 с.
- Як рятуватися при наглих випадках та каліцтвах / М. Левицький ; Товариство «Просвіта» у Києві. − Київ : [б.в.], 1906. − 24 с. : іл.
- Твори у перекладах М. Левицького
- Аш Ш. Бог помсти: драма на 3 дії / Ш. Аш; переклав М. Левицький. ‒ Київ: Друк. 1-ї Київ. спілки друкар. справи, 1911. ‒ 53 c.
- Ожешко Е. Хам / Е. Ожешко; пер. з пол. М. і З. Левицьких. ‒ 2-е вид. ‒ Черкаси: Сіяч, 1917. ‒ 248 с. ‒ (Видавництво «Сіяч»"; № 15).
- Хадзопуло К. В темряві / К. Хадзопуло ; пер. з грец. М. Левицький. ‒ Відень ; Київ : [б.в.], 1920. − 42 c. − (Видавництво «Наша Воля» ; ч. 4).

## Память
- В 1992 г. в Луцке воздвигнут памятник Модесту Филипповичу Левицкому.
- Луцкой гимназии № 4 распоряжением Кабинета министров Украины от 27.01.2010 г. присвоено имя Модеста Левицкого.
- Есть улица Модеста Левицкого в городе Ковеле.
- В городе Радивилове одна из улиц носит имя Модеста Левицкого
- В городе Боярке одна из улиц носит имя Модеста Левицкого